# 名古屋市金山体育館
座標: 北緯35度8分44.3秒 東経136度54分6.8秒 / 北緯35.145639度 東経136.901889度
名古屋市金山体育館（なごやしかなやまたいいくかん）は、愛知県名古屋市中区古沢町（現在の金山一丁目5番1号）にかつて存在した体育館。

## 解説
金山体育館は、1950年（昭和25年）、第5回国民体育大会秋季大会のバスケットボールの試合会場となった。昭和天皇も体育館に行幸し、佐賀県対香川県の男子の試合、群馬県対長崎県の女子の試合は天覧試合となった。1958年（昭和33年）から1964年（昭和39年）にかけて大相撲七月場所（名古屋場所）が開催されたことで知られる。
太平洋戦争（大東亜戦争・第二次世界大戦）当時に飛行機格納庫となっていた場所を転用したもので、冷房設備はなかった。元NHKアナウンサーで相撲評論家の杉山邦博の回想によると、「本場所開催の時の館内は蒸し風呂のような暑さで、通路に氷柱が立てられたり、酸素ボンベを使用して酸素をシューッと送るなどされていた」とのことで、このため、金山体育館時代の大相撲名古屋場所は『南洋場所』『熱帯場所』とも言われていた。
大相撲興行は1965年（昭和40年）から愛知県体育館に移転したことと、同市の人口が200万人に達したことを記念して「芸術文化の振興及び市民福祉の向上を図るため」を目的として名古屋市民会館（Niterra日本特殊陶業市民会館）を新たに整備・新設することとなったため、金山体育館は取り壊された。
なお、金山体育館の機能は1969年（昭和44年）に新設された名古屋市体育館（熱田区六野）に移管されている。

## エピソード
1960年（昭和35年）大相撲7月場所9日目、幕内中盤の玉乃海 - 若前田の取組中、中入前からの雷を伴った集中豪雨が最高潮に達し、体育館の天井の窓が破れて東方のタマリ席（砂かぶり）、最前列のサジキ席（マス席）あたりに大量にどっと降り注いだ。観客も検査役もたちまちずぶ濡れ、傘も役に立たないほどの雨漏りだった。